# Keogh Gleason
F. Keogh Gleason (Minneapolis, 14 aprile 1906 – Los Angeles, 18 dicembre 1982) è stato uno scenografo statunitense.
Ebbe sette nomination all'Oscar alla migliore scenografia vincendo quattro volte:
- 1952 per Un americano a Parigi
- 1953 per Il bruto e la bella
- 1957 per Lassù qualcuno mi ama
- 1959 per Gigi